# Björn Ivemark
Björn Ivemark (* 4. Mai 1925 in Karlstad; † 8. Mai 2005 in Carcassonne) war ein schwedischer Kinderarzt und Pathologe. Er gilt als Erstbeschreiber der reno-hepato-pankreatischen Dysplasie, auch Ivemark Syndrom I, und des Ivemark-Symptomenkomplexes, auch Ivemark Syndrom II genannt.